# Танк в окопе (позиция)

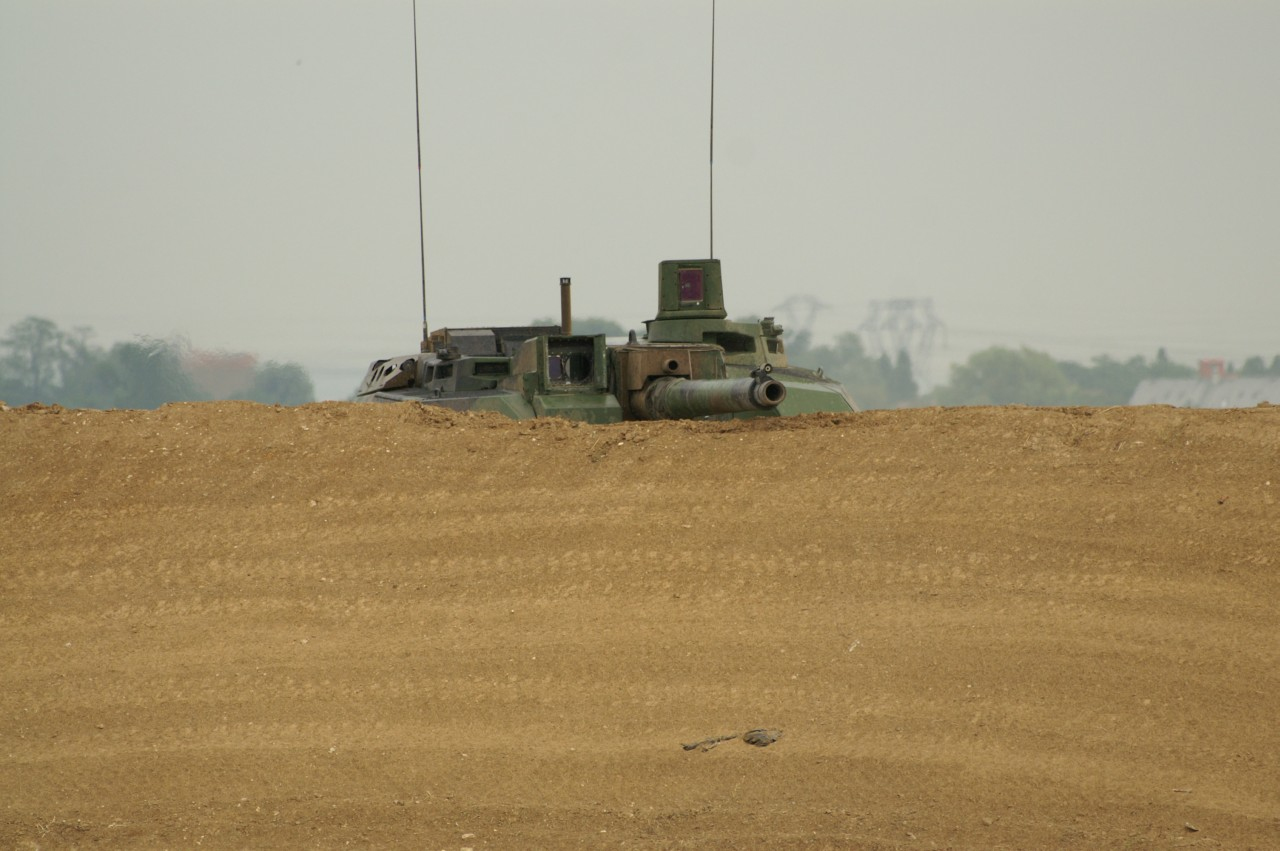
Французский ОБТ «Леклерк» в окопе

Положение «танк в окопе» — огневая позиция танка, при нахождении на которой во фронтальной зоне видимости находятся только ствол и лобовая часть башни танка, тогда как остальные его части полностью скрыты. По оперативно-тактическим нормативам скрытый таким образом танк соответствует трём-четырём танкам неукрытым .

## Особенности
Наиболее частым вариантом подобной огневой позиции является размещение танка в окопе (иногда в устной речи вместо термина «окоп» используются неточные названия — «капонир» или «эскарп»). При этом корпус машины, её ходовая часть и погон башни — наиболее уязвимый элемент танка, укрыты грунтом, а являющаяся наиболее хорошо защищённой сама башня — открыта и может вести по противнику огонь. Вариантом подобной позиции является укрытие танка бруствером из камней, мешками с песком, устройство огневой позиции в руинах, стрельба с обратной стороны возвышенности и т. п.
Преимуществом данной позиции являются повышенная защищённость уязвимых элементов танка и малые размеры цели для обнаружения противником и последующего прицеливания. Кроме того, снижается риск обездвиживания боевой машины противником, благодаря чему сохраняется возможность оперативного отступления с позиции. Основной недостаток — высокая трудоёмкость и длительность сооружения укрепления, в особенности при выполнении этой задачи самостоятельно экипажем танка. Также при использовании подобного укрепления почти невозможно маневрирование. Во избежание этого в полосах обороны может создаваться несколько огневых позиций — окопов, которые танки могут менять в ходе боя.
Окапывание танка широко применялось в войнах середины XX века, в особенности — в оборонительных боях против превосходящих сил противника. В частности, старший лейтенант З. Г. Колобанов провёл известный бой 20 августа 1941 года под мызой (совхозом) Войсковицы (в котором наводчик его танка старший сержант А.М.Усов подбил 22 немецких танка в колонне и 2 противотанковых орудия), оборудовав заранее две позиции для своего танка КВ-1, одну из них в виде хорошо замаскированного танкового окопа из глиняной ямы бывшего кирпичного завода мызы с бруствером из больших гранитных булыжников и сменив позицию в паузе боя. Танк Колобанова был «закопан по самую пушку», что не позволило легким танкам из немецкой расстреливаемой колонны использовать единственный шанс в огневом противоборстве с советским тяжелым танком — попасть в погон башни и заклинить её, несмотря на 135 точных попаданий в советский танк, разбивших спаренный пулемет и командирский перископ.
Огневую позицию «танк в окопе» следует отличать от вкапывания танка в землю на оборонительных рубежах и превращения его тем самым в неподвижную огневую точку. Как правило, вкапываются в землю устаревшие и легкоуязвимые машины, либо машины с повреждённой ходовой частью.
Многие современные танки для отрывания окопа оснащены оборудованием для самоокапывания.

## Влияние конструкции танка

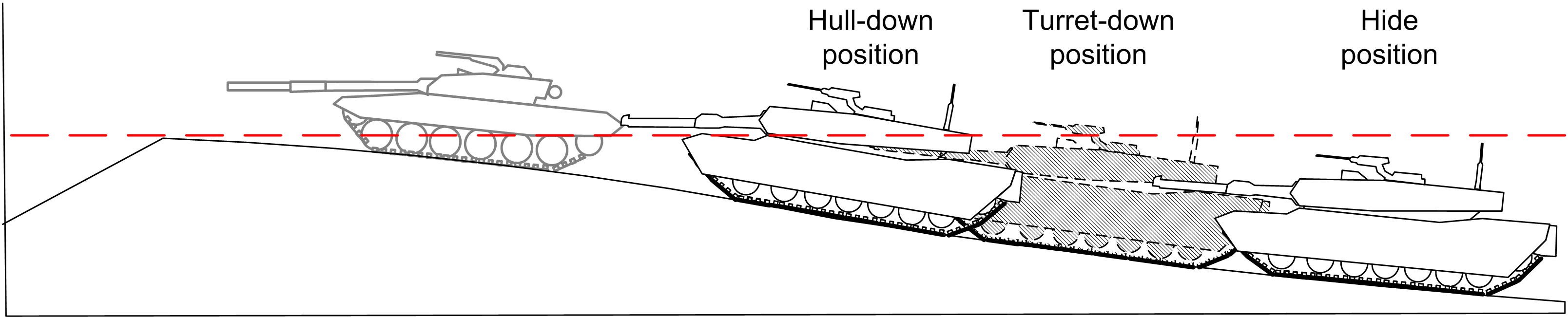
Правые три силуэта — М1 Абрамс в скрытых позициях («в окопе» со скрытым корпусом, позиция со скрытой башней и полностью скрытая). Слева более открытая позиция «в окопе», которую вынужден занимать Т-72 из-за его меньшего диапазона наклона ствола (-5 градусов у Т-72, -10 у М1)

При занятии позиции «в окопе» с использованием склона холма (без самоокапывания) танк должен опустить ствол, так как его корпус в этом случае стоит на поднимающемся вверх участке рельефа. Если предельный угол опускания ствола недостаточен, танк вынужден для стрельбы вставать на более пологую (и более открытую) позицию ближе к вершине холма.
Советские послевоенные и российские танки имеют очень низкий профиль. При этом низкая башня ограничивает угол, на который можно опустить орудие (так как казённая часть орудия упирается в крышу башни танка). В результате типичный советский танк имеет углы наклона орудия от −5 до +15 градусов, в то время как западные танки обычно могут менять угол наклона между −10 и +20 градусами.
Танки с качающейся башней имеют высокую защищённость при нахождении в окопе (так как у них отсутствует пространство над орудием для подъёма казённой части при опускании ствола).